# Campeonato Internacional de Rodeo
El Campeonato Internacional de Rodeo es un campeonato de rodeo que se llevó a cabo por primera vez en la Ciudad de Mendoza en Argentina en mayo de 2005.
El representativo chileno obtuvo una muy buena participación al conquistar los tres primeros lugares del citado certamen.
El evento internacional se enmarcó dentro del Campeonato Nacional de Rodeo de Argentina, certamen que reúne a las más selectas colleras argentinas que están practicando el rodeo. Hay que destacar que el rodeo se comenzó a practicar desde hace unas décadas en la República Argentina, por eso es que los resultados no han sido los esperados, a pesar de que se han construido una gran cantidad de medialunas en la provincia de Mendoza. El Campeonato Nacional de Rodeo de Argentina se disputa todos los años, pero la temporada no es tan extensa como la chilena ya que sólo se organizan cerca de 15 rodeos. 
Este evento internacional, según los directores del rodeo, sirvió para que el rodeo chileno salga cada vez más de sus fronteras y además como una unión entre huasos y gauchos.

## Posiciones
Campeones, con 26 puntos buenos:
- Luis Eduardo Cortés (  ), en Refajo.
- José Antonio Urrutia (  ), en Vendaval.

Vicecampeones, con 24 puntos buenos:
- Luis Eduardo Cortés (  ), en Clarín.
- Ariel Sibilia (  ), en Parejito.

Terceros Campeones, con 22 puntos buenos:
- Juan Pablo Villela (  ), en Amor Pagano.
- Roberto Villela (  ), en Chucheta.